# Guatteria macrocalyx
Guatteria macrocalyx är en kirimojaväxtart som beskrevs av Robert Elias Fries. Guatteria macrocalyx ingår i släktet Guatteria och familjen kirimojaväxter. Inga underarter finns listade i Catalogue of Life.